# Loix
Loix è un comune francese di 742 abitanti situato nel dipartimento della Charente Marittima nella regione della Nuova Aquitania nell'isola di Ré

## Società

### Evoluzione demografica
Abitanti censiti